# Jens Fellke
Jens Fellke, född 21 april 1961, är en svensk författare och journalist. 
Han har skrivit sex böcker, varav fyra om bordtennis. Fellke är översatt till kinesiska, japanska, engelska, tyska, franska och italienska. Sedan maj 2009 är Fellke knuten till den tyska firman ESN Deutsche Tischtennis Technologie GmbH, som tillverkar gummiplattor för bordtennisracketar för tävlingsspel, vilket de är ensam i Europa om att göra. Parallellt med arbetet för ESN frilansar Fellke som journalist och författare.
Han är son till marknadsdirektör Karl-Bertil Fellke och småskollärare Brittmarie Gothnier.